# Етель Кетервуд
Етель Ганна Кетервуд (англ. Ethel Hannah Catherwood; 18 квітня 1908, Ханна, Північна Дакота, США — 26 вересня 1987, Грасс-Валлі, Каліфорнія, США) — канадська легкоатлетка, що спеціалізувалась на стрибках у висоту. Олімпійська чемпіонка 1928 року.

## Біографія
Народилася в невеликому містечку Ханна, розташованому на кордоні США та Канади. У юності, переїхавши до Саскатуна, захопилася різними видами спорту, серед яких були бейсбол, баскетбол та легка атлетика. У 1926 році, виступаючи на легкоатлетичному чемпіонаті міста, повторила рекорд Канади у стрибках у висоту, а у вересні того ж року на чемпіонаті провінції Саскачеван підкорила і світовий рекорд.
У 1927 році взяла участь у першому у своїй кар'єрі чемпіонаті Канади, на якому здобула перемогу у двох дисциплінах: стрибках у висоту та метанні молота. Через рік вона повторила обидва свої досягнення, встановивши при цьому національний рекорд у метанні молота — 118,8 футів (36,17 м) — і оновивши світовий рекорд у стрибках у висоту — 5,3 футів (1,60 м), який, втім, ні офіційно.
Напередодні Олімпійських ігор 1928 року звання світової рекордсменки в стрибках у висоту перейшло до голландки Лінн Гісолф, яка подолала планку на позначці 1,605 м. На Іграх в Амстердамі Гісолф і Кетервуд вважалися головними фаворитками ЗМІ: завдяки своїй зовнішності Кетервід отримала прізвисько «Саскатунська Лілія» (англ. Saskatoon Lily) і стала учасницею змагань, яку найбільше фотографували. У фінальній стадії турніру у стрибках у висоту Кетервуд стала єдиною, хто змогла подолати позначку в 1,58 м, що принесло їй звання олімпійської чемпіонки, а також встановила офіційний світовий рекорд, стрибнувши на 1,595 м. Таким чином, Кетервуд стала першою жінкою, яка представляла Канаду, яка завоювала особисте «золото» Ігор.
Після повернення з Ігор Кетервуд отримала пропозицію з Голлівуду взяти участь у зйомках фільму, проте відмовила, заявивши, що швидше вип'є отрути, ніж спробує свої сили у кіно. Вона не взяла участь у канадському чемпіонаті з легкої атлетики 1929 року, а через рік на аналогічних змаганнях знову виграла у двох дисциплінах: стрибках у висоту та метанні молота. Ще через рік Кетервуд повторила своє досягнення в метанні молота, однак стала лише третьою у стрибках у висоту і після серії травм, що переслідували її, завершила спортивну кар'єру.
У 1929 році Кетервуд таємно одружилася з Джеймсом Маклареном. В липні 1932 пара розлучилася. Зі своєю сестрою Етель поїхала до Сан-Франциско, де за кілька місяців після розлучення одружилася з Байроном Мітчеллом.
У 1955 році олімпійська чемпіонка була включена до Зали спортивної слави Канади.
Останні роки вела досить потайливе життя, відмовляючись від спілкування з пресою. Померла Етель Кетервуд 26 вересня 1987 року у Каліфорнії.